# Stefanskroon

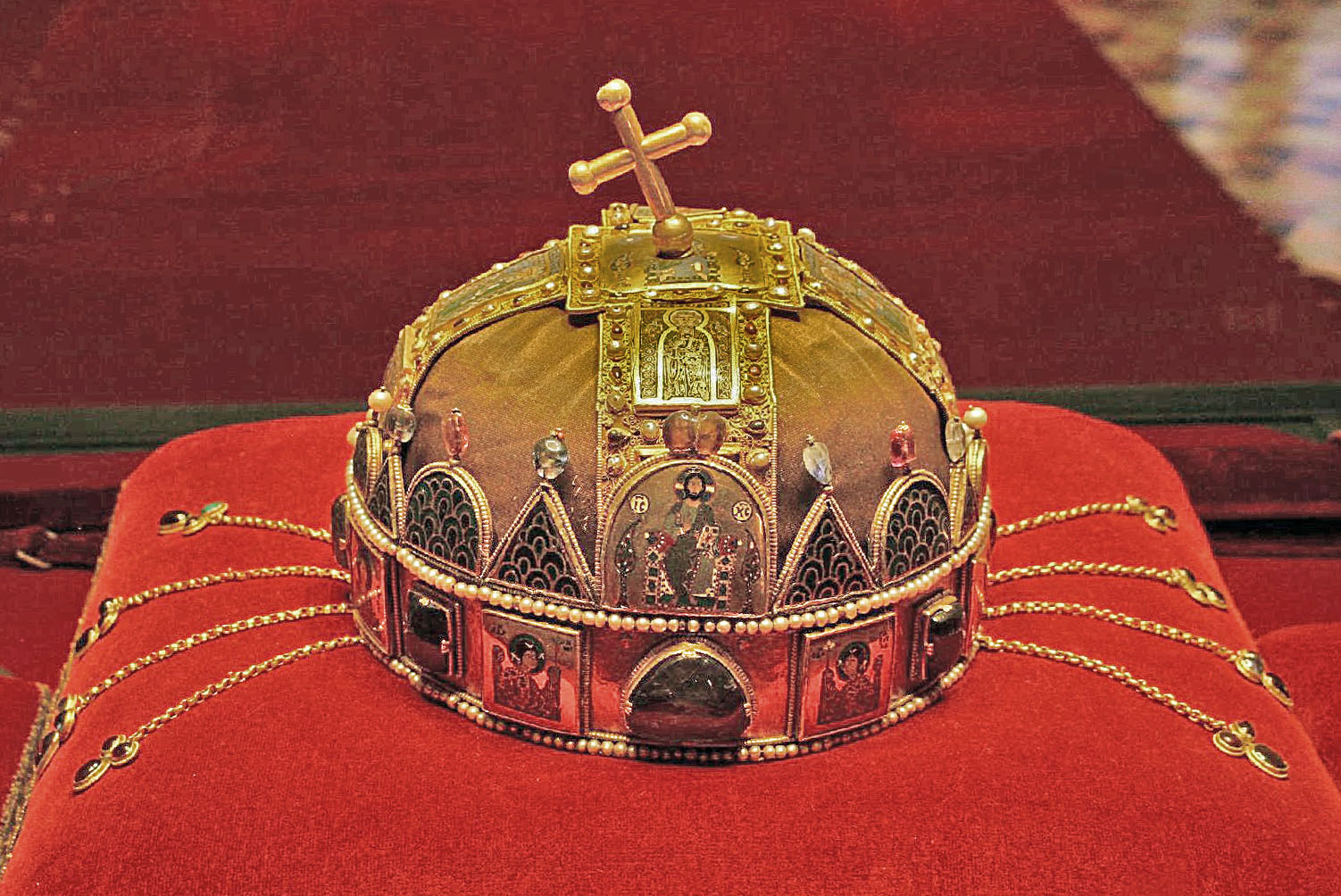
Stefanskroon

Het wapen van Hongarije met de karakteristieke Stefanskroon

De Stefanskroon of Stefanuskroon (Hongaars: Szent Korona) is de koningskroon van het Koninkrijk Hongarije. De kroon vertegenwoordigde de heerschappij over de Landen van de Heilige Hongaarse Stefanskroon en kroont het schild van het wapen van Hongarije. De kroon is samen met het schild afgebeeld in de staatsvlag van Hongarije.
Volgens de overlevering zou koning Stefanus I van Hongarije de kroon als eerste gedragen hebben, als vorst van de Magyaren. Stefanus I werd door paus Sylvester II tot eerste koning uitgeroepen en de kroon zou een cadeau van deze paus zijn. In werkelijkheid dateert de kroon van een latere datum. Omdat Stefanus stierf zonder directe erfgenaam, droeg hij zijn land op aan de Maagd Maria.
Volgens een theorie bestaat de kroon uit twee delen, een Byzantijns onderste deel, en een Romeins bovendeel in de vorm van een kruis. Het onderste Byzantijnse deel (Corona Graeca) zou uit de jaren 1070 kunnen dateren. De emaille iconen die erop bevestigd zijn geven aan dat het een cadeau was van de Byzantijnse keizer Michael VII Dukas aan de Byzantijnse prinses Synadene, vrouw van de Hongaarse koning Géza I (1074-75). Het bovenste deel van de kroon heeft de vorm van een kruis en vertegenwoordigt een andere symboliek. Bovenop is een kruis bevestigd dat scheef staat, op zijn minst sinds 1790. Naar de Latijnse inscripties heet dit deel de Corona Latina.
De neiging om kronen veel ouder te verklaren dan ze in werkelijkheid zijn, en ze in verband te brengen met beroemde, liefst heilig verklaarde voorgangers, bestond ook in andere landen. Ook de Keizerskroon van het Heilige Roomse Rijk, de Engelse Kroon van Sint-Edward en de Boheemse Heilige Wenceslaskroon zijn veel minder oud dan hun naam suggereert.
De kroon van Stefanus is een kroon met een uitzonderlijk prestige; men nam aan dat het gezag over Hongarije toekomt aan de man die de kroon bezit. De Oostenrijkse keizer en koning van Hongarije Karel I van Oostenrijk, die van 1916 tot 1918 regeerde, is als laatste met deze kroon gekroond. Bij niet-regerende koninginnen, de laatsten waren koningin Elisabeth (Sisi) en koningin Zita, werd de kroon een moment boven de rechterschouder gehouden.
Na de Tweede Wereldoorlog werd de kroon door Amerikaanse troepen naar Fort Knox in de VS overgebracht. President Jimmy Carter gaf de kroon terug aan Hongarije, tot woede van de Hongaren die zich verzetten tegen de communistische dictatuur in hun land.
Nu Hongarije weer een vrij en democratisch land is, speelt de kroon weer een grote rol als nationaal symbool. Nadat Hongarije jarenlang een wapen had gevoerd in de stijl van de socialistische heraldiek, keerde de kroon na het herstel van de democratie dan ook weer terug in het wapen. De kroon heeft een eigen "lijfwacht", een elite-eenheid van het Hongaarse leger bewaakt Hongarijes kostbaarste schat.

## Vormgeving en geschiedenis
De "Heilige kroon van Sint Stefanus" bestaat uit twee delen. Het onderste deel is Byzantijns en werd door keizer Michael VII Ducas geschonken. Het is een glad, rond diadeem met grote saffieren en emaille afbeeldingen van Michael VII Ducas, diens zoon Constantijn, de Heilige Demetrius, de Heilige Joris en Hertog Géza I van Hongarije (? - 997), de vader van Stefanus. De negen hangers met robijnen en spinellen zijn een typisch ornament van een Byzantijnse kroon.
Naast het portret van Géza is de tekst "despotes pistós" (Grieks: "trouwe heerser") gegraveerd. Hieruit kunnen we opmaken dat de Byzantijnse keizer de koning van de Hongaren als een vazal zag. Dit diadeem dat nu de naam van de heilig verklaarde zoon draagt, is dus aan de vader geschonken.
Het bovenste deel is een Latijnse beugelkroon die in het jaar 1000 door Paus Silvester II aan Hongarijes eerste koning Stefan werd geschonken. Stefanus werd in het jaar 1000 gekroond. Op de beugels zijn vier heiligen, Petrus, Paulus, Jacobus en Johannes in emaille uitgebeeld. Boven op de kroon troont Christus, gezeten tussen zon en maan. Waarom het kruis scheef staat is onbekend. De kroon heeft in zijn lange geschiedenis veel geleden en vertoont talloze reparaties. Tijdens de revolutie van 1848 viel de kroon in handen van rebellen en was hij enige tijd begraven in een veld.
De kroon draagt aan de achterzijde twee linten of "infulae", zoals die ook bij een mijter voorkomen.
Merkwaardig is de onbeholpen oude reparatie waarbij een schroef dwars door de afbeelding van Christus is aangebracht. In de middeleeuwen was dit niet gebruikelijk.
Een kroniek vermeldt een reden voor het scheefstaande kruis: een afgunstige en jaloerse vazal van koning Matthias Corvinus zou hem met zijn zwaard hebben willen doden. De koning ontweek de slag, maar het zwaard sloeg tegen en onder het kruis op de koningskroon, die op de paleisvloer viel. Koning Matthias zou hem dan gezegd hebben; "U wilt mijn troon en mijn kroon, wel ik zal ze u geven!" De edele werd op een gloeiende troon gezet en kreeg een roodgloeiende ijzeren kroon op zijn hoofd gedrukt.
Vanaf 1867, toen Hongarije en Oostenrijk officieel een Dubbelmonarchie werd, droeg keizer Franz Jozef I van Oostenrijk hem als koning van Hongarije. Keizerin-koningin Elisabeth van Oostenrijk-Hongarije (Sisi) werd met de koninginnenkroon gekroond. Beiden werden gekroond in de Matthiaskerk in Boedapest.
De laatste Oostenrijk-Hongaarse monarch die met deze Hongaarse kroon gekroond werd, was keizer Karel I van Oostenrijk, tevens koning Karel IV van Hongarije. Hij en zijn gemalin, keizerin en koningin Zita van Bourbon-Parma, werden in 1916 in Boedapest gekroond. Die dag werden zoals gebruikelijk 47 verdienstelijke of dappere Hongaren tot ridder geslagen. Zij mochten zich Ridders van het Gulden Spoor noemen. Na het Verdrag van Trianon verloor Hongarije de gebieden waarover de Stefanuskroon had geheerst, maar het land bleef tot 1945 een koninkrijk. Omdat Karel IV er niet in slaagde de troon te behouden was er geen koning. In deze tijden kon gezegd worden dat formeel de Maagd Maria koningin van Hongarije was, maar deze lijn werd wegens het feit dat Hongaars regent Horthy protestants was niet gevolgd.
In 1945 werd de kroon veilig gesteld voor de opmars van het Rode Leger door een groep vertrouwelingen van Horthy. Na een tijdlang wederom begraven te zijn geweest, werd de kroon in Oostenrijk overgedragen aan het Amerikaanse leger. De Stefanuskroon werd daarna tot 1978 bewaard in het Amerikaanse Fort Knox. In dat jaar werd de kroon door de Amerikaanse president Jimmy Carter officieel teruggegeven aan Hongarije. Hongaarse ballingen en dissidenten protesteerden daartegen, maar hun bezwaren vonden in Washington geen gehoor. Sinds de val van het Communisme in 1989 is de kroon weer een deel van het officiële Wapen van Hongarije.
Vanaf 1978 werd de kroon tentoongesteld in het Hongaars Nationaal Museum (Magyar Nemzeti Múzeum) in Pest. Naast de kroon, de scepter, de rijksappel en de koninginnenkroon werd daar ook de bijbehorende kroningsmantel bewaard. Deze wordt in tegenstelling tot de kroon wel geacht te stammen uit de tijd van Stefanus I, namelijk uit 1030. Het portret op de mantel van Stefanus laat zien dat de toen gebruikte kroon een andere was.
Sinds 2000 bevindt de kroon met de scepter en de rijksappel zich in het Hongaarse parlement. De kroningsmantel bleef in het museum achter wegens de fragiele staat waarin hij verkeert.